# Nový Život
Nový Život (ungarisch Illésháza) ist eine Gemeinde im Südwesten der Slowakei, mit 2302 Einwohnern (Stand 31. Dezember 2024). Sie liegt im Okres Dunajská Streda, der ein Teil der übergeordneten Verwaltungseinheit Trnavský kraj ist.

## Geographie
Die Gemeinde liegt auf der Großen Schüttinsel (Teil des slowakischen Donautieflands), einer Flussinsel zwischen der Donau und der Kleinen Donau, der unmittelbar nördlich und östlich der Gemeinde fließt und viel mäandriert. Nový Život ist 25 Kilometer von Dunajská Streda und 33 Kilometer von der Hauptstadt Bratislava entfernt.

## Bevölkerung
| Jahr                | 1994 | 2004    | 2014    | 2024    |
| ------------------- | ---- | ------- | ------- | ------- |
| Anzahl der Personen | 1953 | 2141    | 2237    | 2302    |
| Unterschied         |      | +9,62 % | +4,48 % | +2,90 % |

| Jahr                | 2023 | 2024    |
| ------------------- | ---- | ------- |
| Anzahl der Personen | 2295 | 2302    |
| Unterschied         |      | +0,30 % |

## Geschichte
Die heutige Gemeinde (bedeutet wörtlich „Neues Leben“) ist 1960 durch den Zusammenschluss folgender vier Orte entstanden:
- Eliášovce (ungarisch und bis 1948 slowakisch Illésháza, erste Erwähnung 1238)
- Malý Mager (deutsch Kleinmagendorf, ungarisch Kismagyar, erste Erwähnung 1298, seit 1940 Teil von Tonkovce und heute kein Gemeindeteil mehr)
- Tonkovce (ungarisch und bis 1948 slowakisch Tonkháza, erste Erwähnung 1308)
- Vojtechovce (ungarisch und bis 1948 slowakisch Bélvata, erste Erwähnung 1239)

Bedeutende Geschlechter, die in der Vergangenheit in diesen Orten herrschten, waren Illesházy, Szerhásházy, Pálffy, Salamon und Olgyay.
Alle vier Orte, die im Komitat Pressburg lagen, gehörten bis 1918/1919 zum Königreich Ungarn und kamen danach zur Tschechoslowakei. Auf Grund des Ersten Wiener Schiedsspruchs gehörten sie 1938–1945 noch einmal zu Ungarn.
Bedeutende historische Bauwerke der Gemeinde sind die im 15. Jahrhundert gotisch erbaute, im 18. Jahrhundert klassizistisch instandgesetzte Peter-und-Paul-Kirche (Gemeindeteil Eliášovce) und ein barockes Landschloss mit einem Park aus dem Beginn des 18. Jahrhunderts (Gemeindeteil Tonkovce).

## Bevölkerung
Die Gemeinde ist überwiegend ungarischsprachig, was sich auch in der Volkszählung 2001 nachweisen lässt: von 2048 Einwohnern waren 85,25 % Ungarn, 11,82 % Slowaken und 2,44 % Zigeuner. Nach Konfession dominierte die römisch-katholische Kirche mit 93,21 %.